# La vestale di Satana
La vestale di Satana (tit. orig. Les Lèvres rouges o Le rouge aux Lèvres) è un film del 1971, diretto da Harry Kümel.

## Trama
Stefan e Valerie, in viaggio di nozze, sono costretti a fermarsi, a causa di un guasto al treno su cui viaggiano, ad Ostenda. Preso alloggio in un albergo deserto a causa della bassa stagione, Stefan annuncia alla moglie di voler ritardare l'arrivo in Inghilterra, dove avrebbero dovuto incontrare sua madre, un'aristocratica signora a cui il figlio ha nascosto il matrimonio con la borghese Valerie. Nel frattempo, in albergo giungono altri due ospiti, alquanto misteriosi: sono la contessa Elizabeth Báthory e la sua assistente Ilona, appena arrivate da Bruges; le due donne, morbosamente attratte dalla coppia di neosposi, riescono a entrare nelle grazie di Stefan, mentre Valerie, spinta da un sesto senso, cerca in ogni modo di evitare di frequentarle. La sensazione negativa della ragazza si dimostra corretta: la contessa e Ilona sono in realtà due vampire che si nutrono del sangue di giovani.

## Produzione
- La pellicola è stata girata in inglese, nonostante che gli attori fossero francesi, tedeschi e fiamminghi. Al contrario della maggior parte dei film europei degli anni Settanta, tutti gl'interpreti hanno doppiato sé stessi.
- Delphine Seyrig aveva originariamente rifiutato la parte, ma il suo compagno di allora, il noto regista francese Alain Resnais, la convinse a prendere parte alla pellicola, considerando il progetto un gran bell'esempio di cinema basato sul romanzo grafico.

## Edizione italiana
Film distribuito in Italia da Indipendenti Regionali nel gennaio 1972, con doppiaggio affidato alla SINC Cinematografica.